# مارینا هیمیگوفن
مارینا هیمیگوفن (انگلیسی: Marina Himmighofen؛ زادهٔ ۱۱ نوامبر ۱۹۸۴) بازیکن فوتبال اهل آلمان است.
از باشگاه‌هایی که در آن بازی کرده‌است می‌توان به باشگاه فوتبال اس‌جی‌اس اسن و باشگاه فوتبال اف‌سی‌آر ۲۰۰۱ دویسبورگ اشاره کرد.
وی همچنین در تیم‌های ملی فوتبال Germany women's national youth football team#Germany women's national under-19 squad و Germany women's national under-21 football team بازی کرده‌است.